# 奥雷哈纳
奥雷哈纳，是西班牙卡斯蒂利亚-莱昂塞戈维亚省的一个市镇。 总面积21平方公里，总人口92人（2001年），人口密度4人/平方公里。